# McDonnell XF-88 Voodoo
Le McDonnell XF-88 Voodoo est un chasseur de pénétration à longue portée, biréacteur, conçu pour les forces aériennes des États-Unis. Bien qu'il n'ait jamais été mis en service, sa conception a été reprise pour son successeur, le F-101 Voodoo.

## Conception et développement
Le XF-88 est issu d'une demande en 1946 de l'United States Army Air Forces pour un avion de chasse à longue portée pour escorter les bombardiers jusqu'à leurs cibles. Ce devait être un jet destiné essentiellement à remplacer le P-51 Mustang qui avait escorté, pendant la guerre, les B-17 Flying Fortress au-dessus de l'Allemagne. Il devait avoir un rayon d'action de 1 450 km (900 mi) et de hautes performances. McDonnell a commencé à travailler sur l'avion, baptisé Model 36, le 1er avril 1946. Le 20 juin la société a obtenu un contrat pour deux prototypes désignés XP-88. Dave Lewis (en) était le chef de l'aérodynamique sur le projet.
L'étude initiale prévoyait une queue en V, mais les essais en soufflerie ont révélé des problèmes aérodynamiques qui ont conduit à une refonte importante. L'USAAF (devenue l'United States Air Force le 17 septembre 1947) a approuvé les changements. Lorsque l'US Air Force a modifié son système de désignation en 1948, les prototypes encore non utilisés furent rebaptisée XF-88. Il a été surnommé Voodoo.
Le Voodoo a des ailes en flèche à 35° mi-basses. Les deux moteurs sont dans la partie inférieure du fuselage, avec les tuyères sous le fuselage arrière. Les prototypes étaient réalisés avec des moteurs XJ34, bien que le modèle de production F-88A devait avoir deux turboréacteurs Westinghouse J46 délivrant 26,33 kN chacun. Les prises d'air étaient placées à la racine de l'aile. Le nez court du Voodoo n'étant pas équipé de radar, il reçoit six canons M39 de 20 mm.
Le XF-88 effectue son premier vol le 20 octobre 1948. Il avait des moteurs sans postcombustion et aucun armement. Il s'est avéré manquer de puissance ce qui amena la décision d'installer la postcombustion sur le second prototype désigné XF-88A qui a fait son premier vol le 26 avril 1949 (Le premier prototype a été modifié en conséquence).

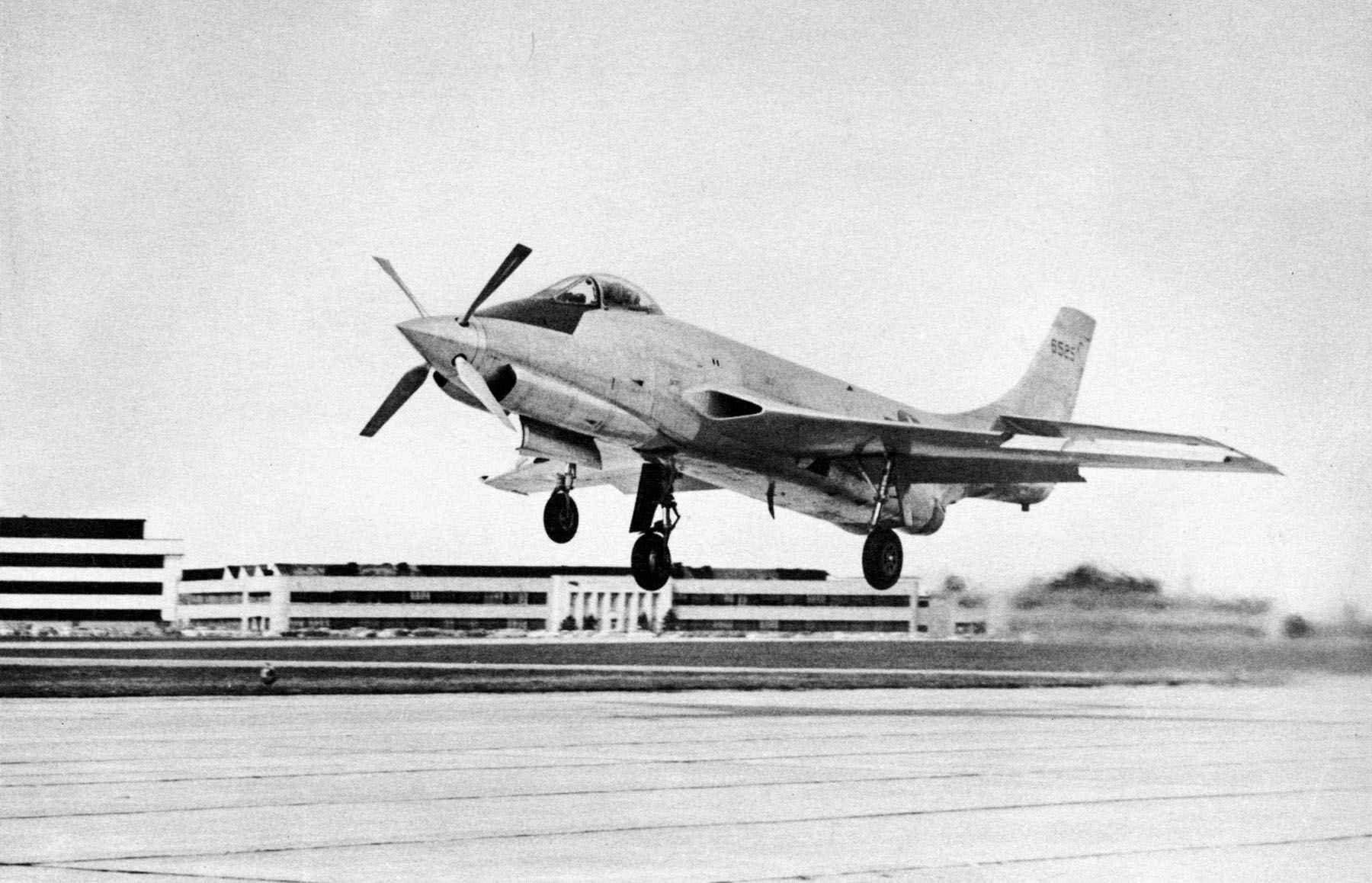
Atterrissage du XF-88.

Sur le papier, contre le Lockheed XF-90 et le North American YF-93, le Voodoo a perdu la compétition mais la décision de production a été retardée jusqu'à un concours « en vol ». Dans ce « fly-off », qui s'est tenu durant l'été 1950, le XF-88 fut le vainqueur, mais l'évolution des besoins de la force aérienne a conduit à l'annulation de la demande de chasseur de pénétration.
McDonnell a proposé une version navale du XF-88, une version biplace de formation et une variante de reconnaissance, mais aucun d'eux n'a été construit. Le premier prototype a été modifié au standard XF-88B, avec un turbopropulseur Allison T38 monté dans le nez en plus des deux turboréacteurs existants. Il a été utilisé pour les essais en vol en 1956 et a atteint des vitesses légèrement supérieures à Mach 1 ; il fut le premier avion équipé d'hélice à le faire. Les deux prototypes ont été démolis en 1958.
Une version considérablement agrandie de la conception de base a été élaborée à la suite de l'annulation du XF-88, le F-101 Voodoo, la première version de production a volé le 29 septembre 1954. La structure de base de deux moteurs sous la queue est apparue également dans la refonte et mise à niveau du Demon F3H qui entrera en service sous la forme du très réussi F-4 Phantom II.

## Opérateurs
États-Unis
- United States Air Force

## voir aussi

### Développement lié
- F-101 Voodoo
- CF-101 Voodoo

### Aéronefs comparables
- Lockheed XF-90
- North American YF-93
- Republic XF-84H

#### Ouvrages
- (en) Enzo Angelucci et Peter M. Bowers (en), The American fighter, City, Haynes, 1987 (ISBN 0-85429-635-2).
- (en) David Donald (éditeur), Wings of fame : journal of classic combat aircraft, S.l, Aerospace, 1995 (ISBN 1-874023-68-9).
- (en) Robert F. Dorr et David Donald, Fighters of the United States Air Force : from World War I pursuits to the F-117, Londres, Temple, 1990, 224 p. (ISBN 978-0-600-55094-5 et 0-600-55094-X).
- (en) René J. Francillon, McDonnell Douglas aircraft since 1920, Londres, Putnam, 1979 (ISBN 0-370-00050-1).
- (en) Marcelle Size Knaack, Encyclopedia of U.S. Air Force Aircraft and Missile Systems, vol. 1 : Post-World War II Fighters, 1945-1973, Washington (district de Columbia), Office of Air Force History, 1978, 372 p. (ISBN 0-16002-147-2 et 978-0-16002-147-3, OCLC 58614958, présentation en ligne, lire en ligne [PDF]).
- (en) Steve Pace, McDonnell XF-88 Voodoo, Simi Valley, Californie, Ginter Books, coll. « Air force legends / 205 », 1999, 56 p. (ISBN 978-0-942612-96-7, OCLC 473685747).

#### Articles
- (en) Lindsay Peacock, « The One-O-Wonder », Air International, Stamford (Royaume-Uni), Key Publishing, vol. 29, no 2,‎ août 1985, p. 75–81 & 93–95 (ISSN 0306-5634, OCLC 265438223).
- (en) Anderton David A., « Preview of Fighters: McDonnell XF-88 », Aviation Week, New York (États-Unis), McGraw-Hill, vol. 53, no 10,‎ 4 septembre 1950, p. 27-29 & 33 (ISSN 0005-2175, lire en ligne, consulté le 2 mars 2023).
- (en) « AF Gives Nod to McDonnell 'Voodoo' », Aviation Week, New York (États-Unis), McGraw-Hill, vol. 55, no 18,‎ 29 octobre 1951, p. 16-17 (ISSN 0005-2175, lire en ligne, consulté le 26 février 2023).